# Токарівка (Калінінградська область)
Токарівка (рос. Токаревка) — селище Нестеровського району, Калінінградської області Росії. Входить до складу Чистопрудненського сільського поселення.
Населення —  10 осіб (2015 рік). 

## Населення
| 2002 | 2010 |
| ---- | ---- |
| 9    | ↗10  |